# Віннешік (округ, Айова)
Шаблон:StateAbbr_ 43°17′00″ пн. ш. 91°52′00″ зх. д. / 43.283333333333° пн. ш. 91.866666666667° зх. д.
Округ  Віннешік (англ. Winneshiek County) — округ (графство) у штаті  Айова, США. Ідентифікатор округу 19191.

## Історія
Округ утворений 1847 року.

## Демографія
За даними перепису 
2000 року 
загальне населення округу становило 21310 осіб, зокрема міського населення було 7577, а сільського — 13733.
Серед мешканців округу чоловіків було 10480, а жінок — 10830. В окрузі було 7734 домогосподарства, 5188 родин, які мешкали в 8208 будинках.
Середній розмір родини становив 3,03.
Віковий розподіл населення поданий у таблиці:
| Стать    | До 15 років | 15-21 | 22-29 | 30-39 | 40-49 | 50-65 | 65-85 | Понад 85 |
| -------- | ----------- | ----- | ----- | ----- | ----- | ----- | ----- | -------- |
| Чоловіки | 2011        | 1721  | 922   | 1329  | 1604  | 1474  | 1263  | 156      |
| Жінки    | 1898        | 1943  | 848   | 1254  | 1483  | 1478  | 1554  | 372      |

## Суміжні округи
- Г'юстон, Міннесота — північний схід
- Алламакі — схід
- Клейтон — південний схід
- Фаєтт — південь
- Чикасо — південний захід
- Говард — захід
- Філлмор, Міннесота — північний захід

## Виноски
1. ↑  U.S. Decennial Census. United States Census Bureau. Архів оригіналу за 4 квітня 2018. Процитовано 20 липня 2014.
2. ↑  Historical Census Browser. University of Virginia Library. Архів оригіналу за 11 серпня 2012. Процитовано 20 липня 2014.
3. ↑  Population of Counties by Decennial Census: 1900 to 1990. United States Census Bureau. Архів оригіналу за 22 квітня 2014. Процитовано 20 липня 2014.
4. ↑  Census 2000 PHC-T-4. Ranking Tables for Counties: 1990 and 2000 (PDF). United States Census Bureau. Архів оригіналу (PDF) за 18 грудня 2014. Процитовано 20 липня 2014.
5. ↑  State & County QuickFacts. United States Census Bureau. Архів оригіналу за 22 липня 2011. Процитовано 20 липня 2014.(англ.) Наведено за англійською вікіпедією.
6. ↑  American FactFinder. Бюро перепису населення США. Архів оригіналу за 26 лютого 2012. Процитовано 31 січня 2008.

| США | Це незавершена стаття з географії США. Ви можете допомогти проєкту, виправивши або дописавши її. |